# Celinów (powiat kozienicki)
Celinów – wieś sołecka w Polsce położona w województwie mazowieckim, w powiecie kozienickim, w gminie Grabów nad Pilicą.
| SIMC    | Nazwa      | Rodzaj    |
| ------- | ---------- | --------- |
| 0621624 | Sucha Wola | część wsi |

W latach 1975–1998 miejscowość należała administracyjnie do województwa radomskiego.
Wierni kościoła rzymskokatolickiego należą do parafii Świętych Apostołów Piotra i Pawła w Łękawicy.